# DriveSpace
DriveSpace è un’utilità di compressione dei dischi sviluppata da Microsoft, introdotta per la prima volta con MS-DOS 6.0 nel 1993. Il suo scopo principale è aumentare la quantità di dati che un utente può memorizzare su un disco rigido o su un floppy disk, comprimendo e decomprimendo i dati in tempo reale.
DriveSpace funziona creando un file di grandi dimensioni che contiene tutti i dati compressi del disco. Quando il sistema si avvia, questo file viene "montato" come un’unità virtuale, permettendo l’accesso ai file come se fossero memorizzati normalmente. Questo processo è trasparente per l’utente, che non nota differenze nell’uso quotidiano del computer.
Nonostante i vantaggi in termini di spazio di archiviazione, DriveSpace ha avuto alcuni problemi, tra cui la perdita di dati e la corruzione dei file, specialmente su dischi molto frammentati. Questi problemi sono stati in parte risolti nelle versioni successive del software.
DriveSpace è stato incluso in diverse versioni di Windows fino a Windows ME, dopo di che il supporto è stato interrotto.

## Versioni di DriveSpace

### DriveSpace in MS-DOS
DriveSpace fu introdotto come DoubleSpace in MS-DOS 6.0, nel marzo 1993.

#### MS-DOS 6.2
MS-DOS 6.2 introdusse una nuova versione di DoubleSpace.
- Fu aggiunta l'opzione di rimozione del programma;
- SCANDISK poteva scansionare i dischi compressi e non compressi, incluso controlli delle strutture DoubleSpace interne;
- L'inclusione di DoubleGuard fu aggiunta per prevenire la corruzione dei dati;
- L'impronta di memoria fu ridotta;
- Risolto il problema della frammentazione di cui sopra.

A seguito di una causa da parte di Stac Electronics riguardante una comprovata violazione di brevetti, Microsoft ha rilasciato MS-DOS 6.21 senza DoubleSpace. Un'ingiunzione del tribunale ha inoltre impedito qualsiasi ulteriore distribuzione delle versioni precedenti di MS-DOS che includevano DoubleSpace.

#### MS-DOS 6.22
MS-DOS 6.22 conteneva una versione di DoubleSpace simile del MS-DOS 6.2, con l'unica differenza che è chiamato DriveSpace.

### DriveSpace in Windows 95
Windows 95 aveva pieno supporto di DoubleSpace/DriveSpace tramite un driver nativo a 32 bit per l'accesso alle unità compresse, insieme con una versione grafica degli strumenti software. Gli utenti di MS-DOS DriveSpace potevano aggiornare a Windows 95 con nessun problema. Inoltre, Microsoft Plus! per Windows 95 aveva contenuto la versione 3 di DriveSpace. Questa versione ha introdotto nuovi formati di compressione (HiPack e UltraPack), con caratteristiche di prestazioni differenti per rapporti di compressione ancora più lunghi con uno strumento che poteva ricomprimere i file sul disco utilizzando i formati diversi, a seconda della frequenza con cui erano stati utilizzati i file.

### DriveSpace in Windows 98
Windows 98 includeva DriveSpace 3. Le funzionalità erano identiche a quelle di Plus! per Windows 95.

### DriveSpace in Windows ME
DriveSpace 3 era ancora incluso in Windows ME, tuttavia, a causa della rimozione della modalità reale, FAT32 diventando mainstream, e la popolarità decrescente del programma, aveva funzionalità limitate. Non supportava più la compressione del disco rigido, solo la lettura e scrittura di dati da dispositivi rimovibili compressi.